# Planeur de la mort
Le planeur de la mort (en France) ou chasseur de la mort (au Québec) est un vaisseau spatial imaginaire de la série télévisée Stargate SG-1.
Adapté pour l'univers fictif de Stargate, ce vaisseau d'attaque Goa'uld à deux places peut combattre dans l'espace et dans l'atmosphère d'une planète. Vaisseau d'attaque polyvalent, il se déplace dans le vide spatial ou dans l'atmosphère d'une planète.